# Scara Beaufort

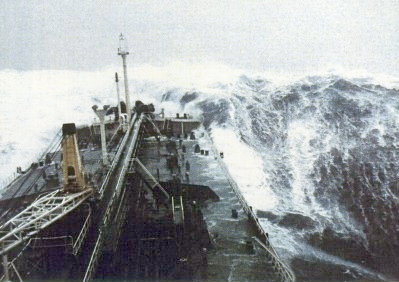
Furtună de gradul 12 pe mare.

Scara Beaufort (pron. ˈboʊfət) este o scară empirică pentru descrierea vitezei vântului bazată pe aspectul observat al mării. Denumirea sa completă este Scara Beaufort a forței vântului.

## Istoric
Viteza vântului poate fi măsurată precis cu un anemometru și exprimată în metri pe secundă, kilometri pe oră sau  noduri. Era însă utilă o estimare a vitezei vântului doar printr-o singură observație a efectelor vântului asupra mării. În acest scop, în 1805 amiralul Francis Beaufort (1774-1857) a elaborat o scară destul de precisă pentru aprecierea vitezei vântului, scară care a permis o mai bună informare în marină. Ulterior s-au adăugat și caracterizările pentru a se putea estima forța vântului pe  sol.
Scara are 12 grade Beaufort. Estimarea gradului privind forța vântului se face pentru media vitezei vântului pe o durată de 10 minute, iar viteza vântului se măsoară la înălțimea de 10 metri. În acest sens, estimarea vitezei rafalelor de vânt pe scara Beaufort este improprie. Simbolul unității pe scara Beaufort este „bf”.

## Treptele scării
| Forță bf | Descriere                   | Viteza, în noduri | Viteza în km/h | Viteza în m/s | Starea mării | Pe pământ |
| -------- | --------------------------- | ----------------- | -------------- | ------------- | --- | --- |
| 0        | Calm                        | sub 1             | sub 1          | sub 0.2       | Marea e ca oglinda | Fumul se înalță vertical. Frunzele nu se mișcă.                                                                                           |
| 1        | Adiere ușoară               | 1 - 3             | 1 - 5          | 0.2 - 1.4     | Unde care seamănă cu siajul peștilor, fără spumă.                                                                     | Fumul indică direcția vântului. Unele frunze tremură. Girueta nu se orientează după vânt.                                                 |
| 2        | Briză ușoară                | 4 - 6             | 6 - 11         | 1.7 - 3       | Unde care nu se sparg.                                                                                                | Se simte adierea pe față. Girueta începe să se orienteze. Frunzele foșnesc din când în când. Pavilionul și flamura încep să fluture ușor. |
| 3        | Vânt slab                   | 7 - 10            | 12 - 19        | 3.3 - 5.3     | Valuri foarte mici. Crestele cu aspect sticlos, care încep să se spargă.                                              | Drapelele fâlfâie. Frunzele se mișcă continuu. Grânele încep să se clatine.                                                               |
| 4        | Vânt moderat                | 11 - 15           | 20 - 28        | 5,5 - 7,8     | Valuri mici (max. 1,5 m), cu creste care se rostogolesc, formând pe alocuri "berbeci".                                | Se ridică praful. Rămurelele se mișcă vizibil. Grânele se ondulează. Flamura se întinde, luând o poziție orizontală.                      |
| 5        | Vânt tare                   | 16 - 20           | 29 - 38        | 8 - 10,6      | Valuri mijlocii (1,8- 2,5 m), cu creste care se sparg, eventual cu împroșcări.                                        | Arborii mici se leagănă. Vârful tuturor arborilor se mișcă.                                                                               |
| 6        | Vânt foarte tare            | 21 - 26           | 39 - 49        | 10,9 - 13,6   | Valuri mari, cu creste care se sparg și împroașcă.                                                                    | Se aude șuieratul vântului. Folosirea unei umbrele devine dificilă. Sârmele telegrafice șuieră.                                           |
| 7        | Vânt puternic               | 27 - 33           | 50 - 61        | 13,9 - 17     | Valuri mari (până aproape de 4 m), marea e plină de spumă.                                                            | Toți arborii se mișcă. E greu de înaintat împotriva vântului.                                                                             |
| 8        | Vânt foarte puternic        | 34 - 40           | 62 - 74        | 17 - 20,6     | Valuri mari (6-7,5 m), cu creastă arcuită.                                                                            | Unele ramuri se rup. Autovehiculele își pierd direcția.                                                                                   |
| 9        | Furtună                     | 41 - 47           | 75 - 88        | 21 - 24       | Valuri cu înălțimea de 10 m, care se răstoarnă.                                                                       | Clădirile ușoare sunt afectate. |
| 10       | Furtună puternică           | 48 - 55           | 89 - 102       | 24,7 - 28     | Valuri foarte înalte (max. 12 m) și violente. Suprafața mării este albă și frământată. Vizibilitatea este redusă.     | Copacii sunt scoși din rădăcină. Clădirile sunt afectate.                                                                                 |
| 11       | Furtună violentă (tempestă) | 56 - 63           | 103 - 117      | 28,6 - 32,5   | Valuri excepțional de înalte (16 m). Navele de tonaj mic și mediu pot fi ascunse de valuri Vizibilitatea este redusă. | Clădirile sunt puternic afectate. |
| 12       | Uragan                      | peste 64          | peste 118      | Peste 33      | Valuri imense. Aerul e plin de spumă și apă. Vizibilitatea este foarte redusă.                                        | Clădirile sunt distruse pe scară mare. |

Formula prin care se poate calcula gradul Beaufort în funcție de viteza vântului v, exprimată în km/h este: 
{\displaystyle Beaufort\approx {\sqrt[{3}]{\frac {v^{2}}{9}}}\,}
Rezultatul se rotunjește la întregul cel mai apropiat. Această formulă se aplică până la viteze ale vântului de până la 118 km/h, peste care fiind lipsită de sens.